# Joan Tetzel
Joan Tetzel, nome completo Joan Margaret Tetzel (New York, 21 giugno 1921 – Sussex, 31 ottobre 1977), è stata un'attrice statunitense.

## Biografia
Newyorkese di nascita, Joan Tetzel raggiunse la celebrità inizialmente come attrice teatrale, debuttando a Broadway nel 1938 con la pièce Lorelei, cui seguì il ruolo di Louise in una rappresentazione del dramma Liliom andata in scena nella primavera del 1940. Tra i suoi maggiori successi sul palcoscenico, da ricordare I Remember Mama di Kathryn Forbes, nel ruolo di Katrin, in cui recitò accanto ad Oskar Homolka e all'allora astro nascente del teatro americano Marlon Brando, al suo debutto a Broadway, sotto la direzione di John William Van Druten. La pièce ebbe un enorme successo di pubblico e venne replicata per quasi due anni, dall'ottobre 1944 al giugno 1946.
Sempre nel 1946, la Tetzel debuttò sul grande schermo con il melodramma western Duello al sole di King Vidor, ma ebbe una carriera cinematografica limitata a soli sei titoli. Il suo secondo film fu Il caso Paradine (1947) di Alfred Hitchcock, in cui l'attrice interpretò il ruolo di Judy Flaquer, figlia dell'avvocato interpretato da Charles Coburn, la migliore amica e confidente della moglie (Ann Todd) di Anthony Keane (Gregory Peck), l'avvocato il cui matrimonio entra in crisi quando egli si infatua di Mrs. Paradine (Alida Valli), la donna che deve difendere nel processo in cui è accusata dell'assassinio del ricco e anziano marito.
La Tetzel apparirà sul grande schermo solo altre quattro volte, la prima per il dramma poliziesco Il romanzo di Thelma Jordon (1950), al fianco di Barbara Stanwyck, Wendell Corey e Paul Kelly, quindi nell'avventuroso Inferno sotto zero (1954), in cui fu protagonista femminile accanto ad Alan Ladd in una vicenda ambientata nel Mar Glaciale Artico. Le altre due apparizioni cinematografiche dell'attrice furono nel film a episodi The Red Dress (1954) e in Joy in the Morning, girato nel 1965.
L'attrice continuò a recitare sul palcoscenico e, quale interprete teatrale, il 16 febbraio 1948 apparve sulla copertina di Life Magazine. Nella prima metà degli anni cinquanta iniziò anche una carriera televisiva, comparendo in molte delle più celebri serie del piccolo schermo, come Climax! (1957), Gunsmoke (1957), Alfred Hitchcock presenta (1958), I racconti del West (1958), Perry Mason (1963), nell'episodio The Case of the Decadent Dean.
Da ricordare nei primi anni sessanta anche l'ultimo grande successo a Broadway dell'attrice, che interpretò il ruolo dell'infermiera Ratched nella versione del dramma Qualcuno volò sul nido del cuculo, in scena dal novembre 1963 al gennaio 1964, e in cui recitò al fianco di Kirk Douglas e del giovane Gene Wilder. Trasferitasi definitivamente in Inghilterra, la Tetzel continuò la sua carriera sui palcoscenici londinesi, partecipando fra le altre a una lunga rappresentazione di How the Other Half Loves del drammaturgo britannico Sir Alan Ayckbourn, in cui recitò accanto a Robert Morley. Tornerà sulle scene in America in due sole occasioni, per il film televisivo The Legendary Curse of the Hope Diamond (1975) di Delbert Mann, e per un episodio della serie poliziesca Pepper Anderson agente speciale (1976).

## Vita privata
Dopo il primo matrimonio con il produttore radiofonico John E. Mosman, la Tetzel si risposò nel 1949 con l'attore Oskar Homolka, con cui aveva recitato in I Remember Mama.
Colpita da una grave malattia, l'attrice morì il 31 ottobre 1977, nella sua casa di Fairwarp, nel Sussex, all'età di 56 anni. Il marito Oskar Homolka morì tre mesi più tardi, il 27 gennaio 1978, per un attacco cardiaco. Entrambi sono sepolti presso la Christ Church Churchyard di Fairwarp (Sussex).

## Filmografia

### Cinema
- Duello al sole (Duel in the Sun), regia di King Vidor (1946)
- Il caso Paradine (The Paradine Case), regia di Alfred Hitchcock (1947)
- Il romanzo di Thelma Jordon (The File on Thelma Jordon), regia di Robert Siodmak (1950)
- Inferno sotto zero (Hell Below Zero), regia di Mark Robson (1954)
- The Red Dress, regia di Lawrence Huntington e Charles Saunders (1954)
- Joy in the Morning, regia di Alex Segal (1965)

### Televisione
- Douglas Fairbanks, Jr., Presents – serie TV, 2 episodi (1953)
- Omnibus – serie TV, 1 episodio (1953)
- Armstrong Circle Theatre – serie TV, 1 episodio (1955)
- Star Tonight – serie TV, 1 episodio (1955)
- Matinee Theatre – serie TV, 2 episodi (1957)
- The Kaiser Aluminum Hour – serie TV, episodio 1x20 (1957)
- Climax! – serie TV, 3 episodi (1956-1957)
- Gunsmoke – serie TV, episodio 2x39 (1957)
- General Electric Theater – serie TV, episodio 6x09 (1957)
- Alfred Hitchcock presenta (Alfred Hitchcock Presents) – serie TV, 1 episodio (1958)
- I racconti del West (Zane Grey Theater) – serie TV, 1 episodio (1958)
- The Valley of Decision, regia di Tom Donovan – film TV (1960)
- The Three Musketeers – film TV (1960)
- Outlaws – serie TV, episodio 1x22 (1961)
- Thriller – serie TV, episodi 1x29-2x15 (1961-1962)
- Perry Mason – serie TV, 1 episodio (1963)
- The Legendary Curse of the Hope Diamond, regia di Delbert Mann – film TV (1975)
- Pepper Anderson agente speciale (Police Woman) – serie TV, 1 episodio (1976)

## Doppiatrici italiane
- Micaela Giustiniani in Duello al sole
- Dhia Cristiani in Il romanzo di Thelma Jordon
- Miranda Bonansea in Il caso Paradine